# Wigmund af Mercia
Wigmund er en mulig kortvarig konge over det angelsaksiske kongerige Mercia omkring 840, som tronfølger til sin far, Wiglaf af Mercia. Han kan dog også blot have været medkonge med sin far. Han fik sønnen Wigstan, der senere blev konge.
Han blev gift med Ælfflæd, datter af Ceolwulf 1., hvilket tyder på at Ceolwulf 2. nedstammer fra Wigmund og var den sidste konge fra det oprindelige mercianske dynasti. Ifølge Ford Mommaerts-Browne kan han have været far til Eadburh, der blev gift med Æthelred Mucel, og som var mor til Eahlswith.